# James Angus
Pour les articles homonymes, voir Angus.
James Angus est un artiste australien né en 1970 à Perth. Il vit et travaille à New York.

## Biographie
Bachelor of Arts à l'université Curtin en 1990 puis un Master of Fine Arts en sculpture à la Yale School of Art en 1998.
Ses œuvres sont visibles dans plusieurs musées australiens, dont : Art Gallery of Western Australia à Perth, Art Gallery of South Australia à Adélaïde et Newcastle Region Art Gallery à Newcastle.
En 2005 il fait partie de la sélection pour le National Sculpture Prize, National Gallery of Australia et en 2008 de la sélection pour le Basil Sellers Art Prize à Melbourne.

## Expositions
Expositions personnelles
- 2009 : Lycée Ferdinand Buisson, Voiron
- 2008 : Triple V, Dijon.
- 2008 : Gavin Brown’s enterprise, New York.
- 2007 : Art Galley of Western Australia, Perth[7].
- 2006 : Three Sculptures, Gavin Brown’s enterprise, New York.
- 2004 : Truck Corridor, Art Gallery of New South Wales, Sydney.
- 2002 : Roslyn Oxley9 Gallery, Sydney.
- 2000 : Govett-Brewster Art Gallery, New Plymouth, New Zealand.
- 2000 : Roslyn Oxley9 Gallery, Sydney.
- 2000 : Australian Center for Contemporary Art, Melbourne.

Expositions collectives
- 2007 : The Freak Show, Musee d’Art Contemporain, Lyon, France.
- 2006 : 21st Century Modern, Adelaide Biennial, Art Gallery of South Australia.
- 2006 : Scape Biennal of Art in Public space, Christchurch, New Zealand.
- 2004 : Gridlock: cities, structures, spaces,Govett-Brewster Art Gallery, New Plymouth, New Zealand.
- 2003 : Strange Days, Museum of Contemporary Art, Chicago.
- 2003 : Still Life, Art Gallery of New South Wales, Sydney.
- 2003 : Inaugural Exhibition, GBE (Modern), New York.
- 2003 : Face Up, National Galerie im Hamburger Bahnhof, Berlin.
- 2003 : 20th Anniversary- Welcome home, Gavin Brown’s enterprise, New York.
- 2002 : Biennale of Sydney, Sydney.
- 2002 : Never Never Land, USF Contemporary Art Museum, College of Fine Arts, Tampa.
- 2000 : New Urban Sculpture, Public Art Fund, New York.
- 2000 : Age of Influence: Reflections in the Mirror of American Culture, Museum of Contemporary Art, Chicago.